# In memoriam
In memoriam je ustálené latinské sousloví, které doslova znamená „na paměť“ nebo „na památku“, a používá se ve smyslu „posmrtně“, například při udělování vyznamenání a řádů již zemřelým osobám.
Vyznamenání a řády se udělují in memoriam často vojákům, policistům nebo hasičům, kteří zahynou při výkonu služby. Některé země mají dokonce i speciální vyznamenání a řády, které se udělují pouze in memoriam, za obětování vlastního života. Formu ocenění má i posmrtné povýšení do vyšší hodnosti. Udělují se také například zesnulým lidem, kteří v minulosti prokázali odvahu vzepřít se autoritářskému, resp. totalitnímu režimu.